# Беклемишев, Николай Николаевич
Николай Николаевич Беклемишев (1857—1934) — военный моряк, гидрограф, писатель, масон, основатель и председатель «Лиги обновления флота», издатель и редактор журнала «Море», генерал-майор по адмиралтейству (1905).

## Биография
Николай Николаевич Беклемишев родился 18 марта 1857 года в селе Божениново Алексинского уезда Тульской губернии (ныне Алексинский район Тульской области). Родители — Николай Петрович Беклемишев (1833—1866) и Александра Филипповна Экельн (в тот момент — в браке с бароном А. Ф. фон Нольде; 1830—1875). Отец происходил из древнего русского рода Беклемишевых. Брат М. Н. Беклемишева. 

### Военная служба
30 августа 1877 года окончил штурманский отдел Технического училища морского ведомства и произведён в кондукторы Корпуса флотских штурманов. В 1878 году произведён в прапорщики.
В 1878—1879 годах плавал на судах минного отряда Балтийского флота. В 1880—1882 годах совершил дальнее плавание на клипере «Стрелок» из Кронштадта на Дальний Восток через Атлантику, Средиземное море и Индийский океан. Участвовал в гидрографических исследованиях в бухте Провидения Берингова моря, где его именем была названа гора. В октябре 1882 года вернулся в Кронштадт.
14 сентября 1881 года был зачислен в минные офицеры 2-го разряда.
В 1886 году окончил кораблестроительное отделение Николаевской морской академии.
1 января 1887 года был переведён во флот мичманом.
В 1888 году зачислен в минные офицеры 1-го разряда и произведён в лейтенанты флота «за отличие».
В 1890—1892 годах состоял в должности минного офицера на крейсере «Память Азова».
В 1893—1896 годах командовал отрядом миноносок Балтийского флота.
С 1 января 1897 года — флагманский минный офицер штаба начальника эскадры Тихоокеанского отряда.
4 мая 1898 года произведён в капитан-лейтенанты.
19 октября 1899 года был назначен управляющим частным мореходным предприятием (ныне Черноморский судостроительный завод).
С 16 ноября 1900 года служил старшим офицером эскадренного броненосца «Орёл», в это же время преподавал минное дело в артиллерийском офицерском классе учебного артиллерийского отряда Балтийского флота.
В 1902 году был назначен старшим инспектором торгового мореплавания, позднее — начальником отдела торговых портов. Разрабатывал проект устава о торговом мореплавании.
С 1903 года — председатель отдела техники военного и морского дела Императорского Русского технического общества.
6 декабря 1904 года произведён в капитаны 2 ранга, 20 декабря того же года зачислен по Адмиралтейству в подполковники с производством «за отличие» в полковники.
В 1905 году был уволен со службы с производством в генерал-майоры.
Состоял преподавателем в Морском кадетском корпусе, Минном офицерском классе и академиях: Морской Николаевской и Николаевской инженерной.

### Общественная деятельность
В октябре 1901 года Беклемишев создал в Санкт-Петербурге журнал «Море и его жизнь». С конца 1905 года журнал именовался просто «Море». Выходил журнал сначала ежемесячно, с 1905 по 1907 год включительно — еженедельно, освещал военно-морские и технические вопросы. Беклемишев был редактором и издателем журнала до 1917 года.
Находясь на пенсии Беклемишев вёл активную общественную деятельность:
 — основатель и председатель «Лиги обновления флота» (1905—1917),
 — председатель 4-го отдела Императорского Русского технического общества,
 — член Особого комитета по усилению Военного флота на добровольные пожертвования,
 — член комиссии по организации сбора на Военный воздушный флот;
 — секретарь общества военно-морских исследований,
 — товарищ председателя Отделения разработки полковых знамён и корабельных историй Императорского Русского военно-исторического общества.
 — Директор Музея изобретений и усовершенствований в Санкт-Петербурге в 1910 году.

## Публикации
- Беклемишев Н. Н. Воображаемая война России с Японией в декабре 1895 года. Стратегическая задача на Курсах воен.-морск. Наук Николаевск. Морск. Акад. Решение сост. лейт. Беклемишев. СПб., тип. Мор. М-ва, 1896.
- Беклемишев Н. Н. Война на Дальнем Востоке. Отчет по стратегическим занятиям 1900 г на курсе воен.-морских наук при Николаевск.-морской акад. Сост. Лейт. Беклемишев 2-й. СПб., тип. Мор. М-ва, 1900. . ("Из вып. 37-го «Известий по минному делу»).
- Беклемишев Н. Н. Значение франкмасонства для флота. Репринтное издание 1907 г. — СПб.
- Беклемишев Н. Н. Техническая часть современного флота. О корабле.
- Беклемишев Н. Н. Из «Записок Императорского Русского технического общества». Январь и март 1907 г.
- Беклемишев Н. Н. О русско-японской войне на море.

## Награды
- Орден Святого Станислава 2 степени (1897),
- Орден Святого Владимира 4 степени (1901),
- Орден Святой Анны 2 степени (1902)

## Память
- Именем Николая Николаевича Беклемишева названа гора в бухте Провидения в Беринговом море (названа в 1881 году экипажем клипера «Стрелок»[3]).
- Именем Н. Беклемишева назван туристический катер «Николай Беклемишев» на Байкале[4].

## Семья
- Брат — Беклемишев, Михаил Николаевич (1858—1936) — русский военный моряк, генерал-майор, кораблестроитель, один из создателей первой российской подводной лодки «Дельфин».